# Gránátalma Patikamúzeum
A Gránátalma Gyógyszertár Pécs harmadik, 1796-ban megnyitott gyógyszertára volt.

## Története
Pécs harmadik patikáját 1796-ban az irgalmasrend alapította, de közforgalmú gyógyszertárként is működött, neve „Gránátalma” lett, mint minden Irgalmasok rendje által alapított gyógyszertáré (a gránátalma az Irgalmasrend címere és szimbóluma).
A patika megalapítását Krautsack János adományával támogatta. Később végrendeletében 1000 forintot hagyományozott a rendre, hogy a szegények ingyen kaphassanak medicinát.
Az officina falait az eredeti gyógynövényábrázolások (mák, piros gyűszűvirág, csattanó maszlag, gránátalma, orvosi zsálya és szöszös ökörfarkkóró) díszítik. A patikabútorok és a falfestmények muzeális értékűek.
1989-ben a Baranya megyei Gyógyszertári Központ akkori igazgatója, Kőhegyi Imréné Arató Ágnes közbenjárására a patikát – értékeinek megóvásával – felújították. A patika bútorzatának restaurálását Répay Gábor gyógyszerész, restaurátor végezte.
A helyiség a felújítás után még több mint tíz évig eredeti funkciójában, gyógyszertárként működött. Napjainkban az Irgalmasrend kegytárgy- és könyvesboltjaként üzemel.